# Cypress Hill (musikalbum)
Cypress Hill  utkom den 13 augusti 1991 och är hiphopgruppen Cypress Hills debutalbum.

## Låtlista
1. "Pigs" (Freeze, Muggerud) – 2:51
2. "How I Could Just Kill A Man" (Freeze, Muggerud, Reyes) – 4:08
3. "Hand On The Pump" (Bouldin, Freeze, Muggerud) – 4:03
4. "Hole In The Head" (Freeze, Muggerud) – 3:33
5. "Ultraviolet Dreams" (Muggerud) – :41
6. "Light Another" (Freeze, Muggerud) – 3:17
7. "The Phuncky Feel One" (Freeze, Muggerud, Reyes) – 3:28
8. "Break It Up" (Muggerud) – 1:07
9. "Real Estate" (Freeze, Muggerud, Reyes) – 3:45
10. "Stoned Is The Way Of The Walk" (Freeze, Muggerud) – 2:46
11. "Psycobetabuckdown" (Freeze, Muggerud) – 2:59
12. "Something For The Blunted" (Muggerud) – 1:15
13. "Latin Lingo" (Freese, Muggerud, Reyes) – 3:58
14. "The Funky Cypress Hill Shit" (Freeze, Muggerud) – 4:01
15. "Tres Equis" (Muggerud, Reyes) – 1:54
16. "Born To Get Busy" (Muggerud, Reyes) – 3:00